# 1956 au Yukon
Chronologie du Yukon
- 1952
- 1953
- 1954
- 1955
- 1956
- 1957
- 1958
- 1959
- 1960

Cette page concerne des événements d'actualité qui se sont produits durant l'année 1956 dans le territoire canadien du Yukon.

## Politique
- Commissaire : Frederick Howard Collins (en)
- Législature : 17e

## Événements
- La reine Élisabeth II reconnaîtra les Armoiries du Yukon.

## Naissances
- 2 février : Keith Peterson (en), député territoriale de Cambridge Bay du Nunavut (2004-2017).
- 24 mai : Lorraine Peter (en), député territoriale de Vuntut Gwitchin (2000-2006).
- 21 août : Lois Moorcroft (en), député territoriale de Mount Lorne (1992-2000) et Copperbelt-Sud (2011-2016).
- 27 août : Gary McRobb, député territoriale de Kluane (1996-2011).

## Décès
- 14 février : Aylesworth Bowen Perry (en), gendarme et politicien (º 21 août 1860)